# عمر المحجوب
عمر بن قاسم المحجوب (1137هـ — 1222هـ = 1724م — 1807م) فقيه مالكي وقاضي وشاعر تونسي. بلغ مرتبة عالية من الرقي في القطر التونسي، وكان يقيم بالعاصمة تونس، ويفخر بانتمائه إلى بلدة مساكن.
حفظ القرآن الكريم في الكتّاب، وأخذ معارفه على يد والده، وعلى يد غيره من علماء عصره، فبرع في علم التوثيق والفقه كما برع في علوم المعقول والمنقول إلى جانب الأدب.

## قالوا عنه
ترجم له الكثيرون منهم الشيخ محمد مخلوف في كتاب شجرة النور الزكية في طبقات المالكية فقال هو: «قاضي الجماعة أبو حفص عمر بن الشيخ قاسم المحجوب الإمام العلامة العمدة الفعامة الفقيه البارع في المعقول والمنقول الماضي القلم. أخذ عن والده والشيخ حمودة بن عبد العزيز والشيخ الغرياني وغيرهم. وعنه الشيخ إبراهيم الرياحي والشيخ إسماعيل التميمي وغيرهما...». 
كما ترجم له محمد النيفر في كتاب عنوان الأريب عما نشأ بالبلاد التونسية من عالم أديب ونقل عنه أخبارا عديدة تبرز مكانته في المجتمع وعلاقته بالدولة قال: "له الباع المديد في سائر العلوم خصوصا علم التوثيق، والمنزلة السامية في التطبيق. 
وذكره أحمد بن أبي الضياف في كتابه «إتحاف أهل الزمان بأخبار ملوك تونس وعهد الأمان» ولقبه بالشريف واختصر مكانته بقوله: «وكان فقيها كاتبا، ناثرا خيرا عفيفا وجيها ماجدا ذا وقار».

## مؤلفاته
له عدد من الرسائل منها: 
1. «رسالة في الرد على محمد بن عبد الوهاب» - نشرت في كتاب (إتحاف أهل الزمان بأخبار ملوك تونس وعهد الأمان) - دار الكتب الوطنية - تونس 1327هـ / 1909م.
2. ورسالة في الفقه عنوانها «استفراغ الخلط بين الشك في المانع والشك في الشرط».

ومن نثره ما كاتب به أمير عصره يعلمه بثبوت هلال رمضان، كما كان يقول الشعر في أغراض ومواضيع متعددة فيكتب في التهاني ويكتب في الرثاء عند الوفاة. فقد ترك شعرا يهنئ فيه الأديب محمد الدرناوي بتوليه رئاسة الكتاب في دولة الأمير علي باي. وترك رثاء في الشيخ محمد بن حسين بيرم المفتي الحنفي الأول المتوفى سنة 1214هـ 1799 ورثاء الشيخ محمد بن حسين البارودي المفتي الحنفي المتوفى سنة 1216ه (1801م). 

## وصلات خارجية
- رسالة مفتي الديار التونسية في الرد على الشيخ محمد عبد الوهاب